# Lappida inca
Lappida inca är en insektsart som beskrevs av Schmidt 1927. Lappida inca ingår i släktet Lappida och familjen Dictyopharidae. Inga underarter finns listade i Catalogue of Life.